# Тараба
Тараба (англ. Taraba) — штат в юго-восточной части Нигерии. 3-й по площади и 33-й по населению штат Нигерии. Административный центр штата — город Джалинго.
Штат образован 17 августа 1991 года разделением штата Гонгола на штаты Адамава и Тараба.

## Административное деление
Административно штат делится на 16 ТМУ:
- Ardo Kola
- Bali
- Donga
- Gashaka
- Gassol
- Ibi
- Jalingo
- Karim Lamido
- Kurmi
- Lau
- Sardauna
- Takum
- Ussa
- Wukari
- Yorro
- Zing

## Экономика
Тараба — аграрный штат, специализирующейся на выращивании какао, хлопка и риса. В штате также богатые месторождения поваренной соли и бокситов.